# Wąsosz (województwo wielkopolskie)
Wąsosz – wieś krajeńska w Polsce, położona w województwie wielkopolskim, w powiecie złotowskim, w gminie Złotów.
| SIMC    | Nazwa   | Rodzaj    |
| ------- | ------- | --------- |
| 0534339 | Rosochy | część wsi |

W latach 1975–1998 miejscowość należała administracyjnie do województwa pilskiego.